# یوروپیم باریم تیتانات
یوروپیم باریم تیتانات (به انگلیسی: Europium barium titanate) با فرمول شیمیایی BaEuO۴Ti یک ترکیب شیمیایی است. که جرم مولی آن ۴۰۱٫۱۵۶ g/mol می‌باشد.